# Spaghettiträger

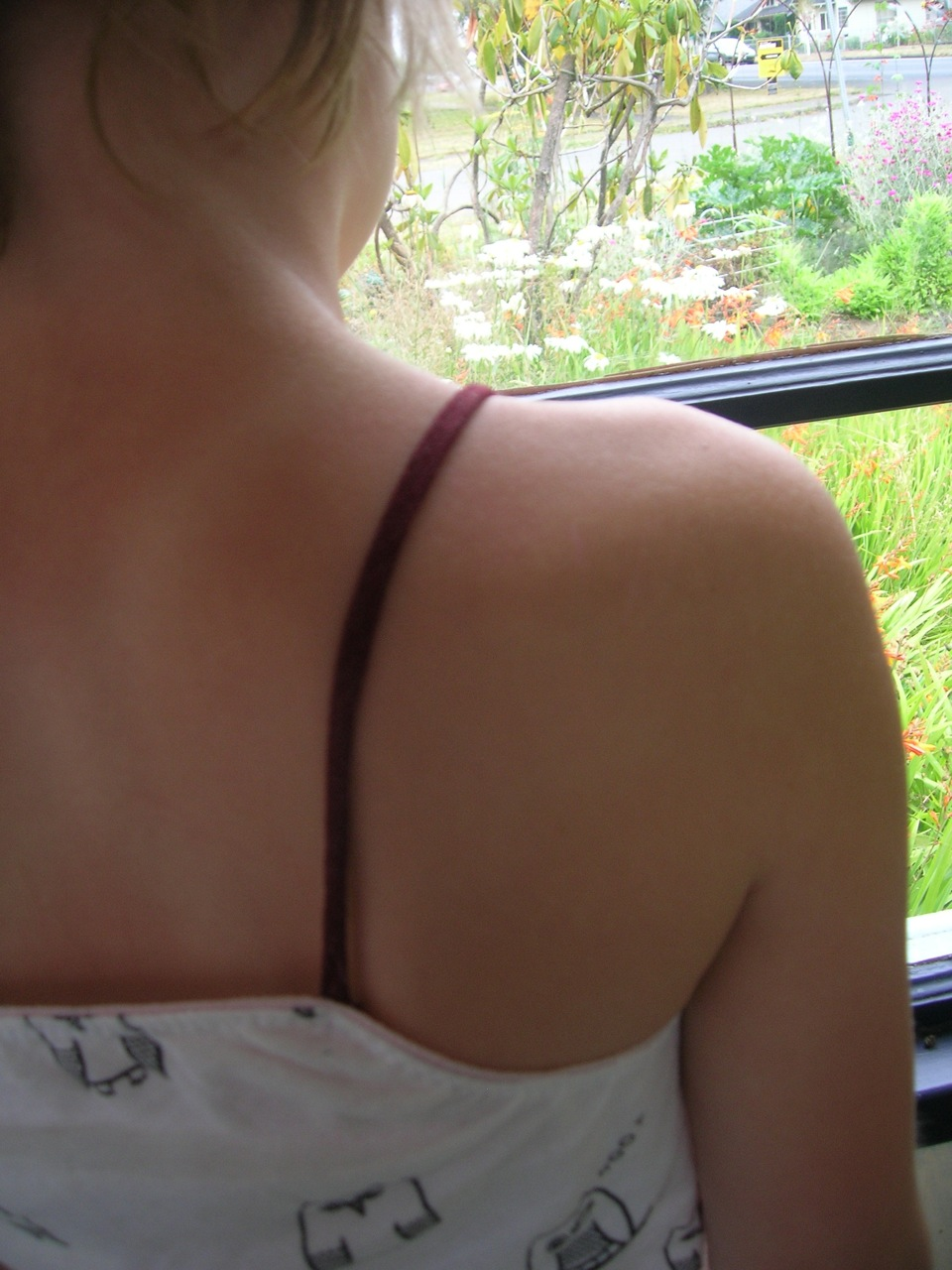
Kleid mit Spaghettiträger

Spaghettiträger (auch Spagettiträger) sind sehr schmale Träger an ärmellosen Damenoberteilen wie Sommerkleidern und Tops oder aber auch Unterkleidern. Das aus dem Italienischen stammende Wort Spaghetti bedeutet „Schnürchen“ und weist auf die geringe Breite der Träger hin.

## Geschichte
In Europa sind schmale Träger in der Mode von Bademägden bereits aus Darstellungen des 14. Jahrhunderts bekannt. Damenunterwäsche wurde schon im Mittelalter mit einer Vorform der Spaghettiträger versehen. So zeigen Bilder aus dem 16. Jahrhundert Korsetts mit filigranen Trägern. Im 19. Jahrhundert wurden erste Abendkleider mit zierlichen Haltern versehen und in den 1920er Jahren besonders populär. In den 1960er Jahren wurden die Riemchen auch an Bikinis genäht und gewannen zunehmend an Bedeutung. Gegen Ende des 20. Jahrhunderts zogen freizügige Tops mit Spaghettiträgern in die kommerzielle Mode ein.